# Ototabi
Az Ototabi (オトタビ) televíziós varieté műsor, melyet a Nippon TV sugárzott 2014. április 8-a és 2014. szeptember 30-a között.

## Személyzet
- Narrátor: Mimura Rondo
- Szervezés: Hirohara Nobuhiko, Kitahara Juki, Kisi
- Műszaki menedzser: Imamura Kói
- Fényképezés: Ótani Aguri
- Hang: Uemacu Kazuja
- Hangeffektek: Takatori Ken
- TK: Szakurai Emiko
- Vágó: Nagumo Maszaki, Szakamoto Hiszasi
- Szerkesztő: Kumekava Hironari
- CG: Kondó Icuki
- Technikai együttműködés: NiTRO
- Rendező asszisztens: Okamoto Kana
- Segédszerkesztő: Cusita Keiko
- Producersegéd: Itó Maszakazu, Szei Szenri
- Rendező: Nagaoka Hitosi/Macuda Jukiko, Kusida Kentaró, Kikucsi Kaori, Mijajosi Dzsunko
- Rendező: Kavagucsi Nobuhiro, Abe Szatosi
- Producer: Imai Jaszunori/Szuzuki Acusi, Kabutomori Emi/Takaja Kazuo
- Vezető producer: Fudzsii Dzsun
- Termelési együttműködés: AX-ON
- Termelési jogok: Nippon TV